# Lijst van rijksmonumenten in Grijpskerke
De plaats Grijpskerke telt 11 inschrijvingen in het rijksmonumentenregister. Hieronder een overzicht.
| Object                                                             | Oorspronkelijke functie? | Bouwjaar                     | Architect | Locatie                      | Coördinaten?                  | Nr.?   | Afbeelding        |
| ------------------------------------------------------------------ | ------------------------ | ---------------------------- | --------- | ---------------------------- | ----------------------------- | ------ | ----------------- |
| Wilhelmina's Oord                                                  | Woonhuis                 | 16e eeuw                     |           | Mariekerkseweg 26            | 51° 31' 50" NB, 3° 33' 10" OL | 28111  | Meer afbeeldingen |
| Kapel van Hoogelande                                               | Kerk en kerkonderdeel    | 15e eeuw, herbouwd 1964-1965 |           | Hogelandseweg 1 (Hoogelande) | 51° 30' 24" NB, 3° 33' 39" OL | 28112  | Meer afbeeldingen |
| Michaëlskerk                                                       | Kerk en kerkonderdeel    | begin 14e eeuw; 1770         |           | Kerkring 26                  | 51° 32' 3" NB, 3° 33' 42" OL  | 28113  | Meer afbeeldingen |
| Molenzicht                                                         | Woonhuis                 | ca. 1800                     |           | Middelburgseweg 42           | 51° 30' 52" NB, 3° 34' 27" OL | 28114  | Meer afbeeldingen |
| Oost Poppendamme, schuur in steen met rieten wolfdak               | Boerderij                | 17e eeuw                     |           | Poppendamseweg bij 4         | 51° 31' 19" NB, 3° 33' 12" OL | 28116  | Meer afbeeldingen |
| 't Munnikenhof                                                     | Kasteel, buitenplaats    | 17e eeuw                     |           | Jacob Catsweg 1              | 51° 31' 55" NB, 3° 33' 57" OL | 28125  | Meer afbeeldingen |
| Vliedberg                                                          | Archeologisch monument   | 10e-12e eeuw                 |           | Rorikshilweg (Hoogelande)    | 51° 30' 8" NB, 3° 34' 18" OL  | 45689  | Vliedberg         |
| Woning op rechthoekige plattegrond, één bouwlaag hoog met zadeldak | Woonhuis                 | 1865                         |           | Jacob Catsweg 8              | 51° 31' 15" NB, 3° 34' 21" OL | 508361 | Upload foto       |
| Woning                                                             | Woonhuis                 | 1915                         |           | Jacob Catsweg 4              | 51° 31' 55" NB, 3° 33' 59" OL | 508364 | Upload foto       |
| Dwarsdeelschuur                                                    | Boerderij                | 1929                         |           | Jacob Catsweg 4              | 51° 31' 55" NB, 3° 33' 59" OL | 508365 | Upload foto       |
| Varkenshok, opgetrokken uit gele baksteen                          | Boerderij                | 1900                         |           | Jacob Catsweg 4              | 51° 31' 55" NB, 3° 33' 59" OL | 508366 | Upload foto       |